# Pleuropasta reticulata
Pleuropasta reticulata är en skalbaggsart som beskrevs av Van Dyke 1947. Pleuropasta reticulata ingår i släktet Pleuropasta och familjen oljebaggar. Inga underarter finns listade i Catalogue of Life.